# Новое кейнсианство
Новое кейнсианство, новокейнсианство, новокейнсианская модель в разрывах (англ. New Keynesianism) — школа мысли в современной макроэкономике, представляющая собой развитие идей Джона Мейнарда Кейнса и возникшая в ответ на критику Лукаса. «Новое кейнсианство» пересмотрело роль монетарной политики и механическое разделение микроэкономики и макроэкономики в неокейнсианстве. Также, как и новая классическая макроэкономика, новое кейнсианство использует микроэкономические основания для макроэкономических моделей. Новое кейнсианство, в отличии от новой классической макроэкономики, использует другие микроэкономические основания, такие как жесткость цен и несовершенная конкуренция, для создания макроэкономических моделей, аналогичных более ранним кейнсианским моделям.

## Представители
- Пол Кругман
- Джозеф Стиглиц
- Грегори Мэнкью
- Дэвид Ромер
- Ассар Линдбек
- Стэнли Фишер
- Оливье Бланшар

## История
В 1960-х годах представители новой классической макроэкономики Роберт Лукас, Томас Сарджент и Роберт Барро поставили под вопрос многие принципы кейнсианской теории. Экономисты, которые в 1980-х годах ответили на критику новых классиков путем корректировки исходной кейнсианской доктрины, получили название «новые кейнсианцы». Основной пункт разногласий между новыми кейнсианцами и новыми классиками — вопрос о том, как быстро происходит корректировка зарплат и цен. Новые классики основывают свои макроэкономические теории на допущении о гибкости зарплаты и цен, они считают, что цены быстро обеспечивают равенство спроса и предложения (то есть «расчищают» рынки). Новые кейнсианцы выступают за модели с «ригидными» зарплатой и ценами, так как полагают, что модели расчистки рынков не могут объяснить краткосрочных экономических колебаний. Теории новых кейнсианцев, основанные на жёсткости зарплаты и цен, объясняют, почему существует вынужденная безработица и почему денежно-кредитная политика оказывает сильное воздействие на экономическую активность.
И кейнсианская и монетаристская макроэкономические парадигмы утверждают, что цены медленно реагируют на изменения денежной массы, и поэтому в коротком периоде денежная политика влияет на занятость и производство. Если денежная масса сокращается, люди тратят меньше денег и спрос на товары уменьшается, сокращение расходов вызывает сокращение производства и рабочих мест. Новые классики критикуют это утверждение за отсутствие в нём последовательного теоретического объяснения вялого поведения цен. Восполнению этого пробела посвящена большая часть исследований новых кейнсианцев.
Новое кейнсианство предполагает, что полная занятость автоматически достигается только в долгосрочной перспективе. Необходима соответствующая политика со стороны правительства и центрального банка, потому что эта «долгосрочная перспектива» может быть очень отдалённой.

## DSGE-модели
Динамические стохастические модели общего равновесия (Dynamic Stochastic General Equilibrium, сокращённо DSGE) — современные макроэкономические модели, параметры которых основаны на моделировании поведения экономических агентов на микроуровне (в частности, поведение домохозяйств моделируется как решение задачи стохастической динамической оптимизации), предусматривающие также моделирование различных стохастических «шоков» (технологических, монетарных, ценовых и др.).
Эти модели получили развитие в рамках новой кейнсианской теории, учитывающей рынки монополистической конкуренции, жесткость цен и номинальных заработных плат.
DSGE-модели широко применяются центральными банками и другими финансовыми институтами для прогнозирования и выработки экономической политики.

## «Издержки меню» и внешние эффекты совокупного спроса
Одна из причин отсутствия немедленной корректировки цен, обеспечивающей расчистку рынков, состоит в том, что изменение цен стоит денег. Для изменения цен фирма, возможно, должна будет выслать новый каталог своим клиентам, распространять списки с новыми ценами среди своих торговых представителей или, как например, в случае ресторанов, печатать новые меню. Эти издержки корректировки цен, называемые «издержками меню», заставляют фирмы корректировать свои цены не постоянно, а от раза к разу.
Экономисты спорят о том, могут ли издержки меню объяснить краткосрочные экономические колебания. Скептики указывают на то, что издержки меню обычно очень незначительны. Они утверждают, что эти небольшие затраты вряд ли могут объяснить рецессии, которые очень дорого обходятся обществу. Защитники этого мнения считают, что небольшие не значит незначительные. Хотя издержки меню и невелики для отдельно взятой фирмы, они могут оказывать сильное влияние на экономику в целом.
Защитники гипотезы издержек меню описывают ситуацию следующим образом:
Для того чтобы понять, почему цены медленно меняются, необходимо признать, что изменение цены имеет внешний эффект, то есть последствие, выходящее за пределы фирмы и её потребителей.
Например, снижение цены одной фирмой приносит выгоду другим фирмам в экономике. Когда фирма снижает цену, она слегка снижает средний уровень цен и, таким образом, увеличивает реальный доход (то есть набор благ, который может позволить купить себе человек исходя из номинального дохода). Более высокий доход поднимает спрос на товары всех фирм. Это макроэкономическое воздействие ценовой корректировки одной фирмы на спрос на продукты всех других фирм называется «внешним эффектом для совокупного спроса». При наличии этого явления небольшие издержки меню могут привести к жёсткости цен, а эта жёсткость может очень дорого обходиться обществу.
Предположим, что Дженерал Моторз объявляют свои цены, а затем, после сокращения денежной массы, должны решать, снижать ли их или нет. Если они так поступят (то есть снизят цену), покупатели автомобилей будут иметь более высокий реальный доход и, поэтому, купят больше товаров также и у других компаний. Однако Дженерал Моторз не заботится о выгодах других компаний. Поэтому иногда они могли бы и не нести издержек меню и не снижать цены, даже хотя такое снижение было бы социально желательно.
Это пример, в котором жёсткие цены, принося ущерб всей экономике, являются оптимальными для тех, кто их устанавливает.

## Асинхронность установления цен
В своих объяснениях жёстких цен новые кейнсианцы зачастую подчеркивают, что установление цен не происходит одновременно. Вместо этого, корректировки цен во всей экономике происходят асинхронно. Асинхронность усложняет установление цен, поскольку фирмы устанавливают цены, принимая во внимание цены других фирм. Асинхронность может привести к тому, что общий уровень цен будет корректироваться медленно даже при быстром изменении отдельно взятых цен.
Рассмотрим следующий пример:
Предположим вначале, что цены устанавливаются синхронно: каждая фирма корректирует цену первого числа каждого месяца. Если денежная масса и совокупный спрос возросли 10 июня, то рост выпуска будет происходить с 10 июня до 1 июля, поскольку в течение этого интервала цены фиксированы. 1 июля все фирмы поднимают свои цены в ответ на более высокий спрос, заканчивая, такие образом, трехнедельный бум.
Теперь предположим, что установление цен происходит асинхронно: половина фирм устанавливает цены первого числа каждого месяца и половина — пятнадцатого числа. Если 10 июня происходит рост денежной массы, то половина фирм могут поднять свои цены 15 июня.
Поскольку другая половина фирм не изменит свои цены 15 июня, увеличение цены любой фирмы вызовет увеличение относительной цены ее товаров, что приведет к потере ею потребителей. Поэтому эти фирмы, вероятно, не станут поднимать цены слишком высоко (в противоположность случаю с синхронной корректировкой цен, при которой не происходит изменения относительных цен). Если устанавливающие цены 15 июня сделают небольшую корректировку в своих ценах, то и другие фирмы решатся только на небольшую корректировку, когда придет их очередь 1 июля, поскольку они также хотят избежать изменения своих относительных цен, и так далее. Уровень цен возрастает медленно по причине незначительности изменений цен первого и пятнадцатого числа каждого месяца.
Вывод: таким образом, асинхронность тормозит корректировку цен, поскольку никакая фирма не желает первой осуществлять большое изменение цен.

## Несовершенство координации
Некоторые представители нового кейнсианства предполагают, что рецессии являются результатом несовершенства координации. Проблемы координации могут возникнуть при установлении цен и зарплаты, поскольку те, кто их устанавливает, должны формировать ожидания относительно поведения других экономических агентов, устанавливающих зарплату и цены. Так, лидеры профсоюзов, ведя переговоры о заработной плате, исходят из предположений о соглашениях, к которым пришли другие профсоюзы. Фирмы, устанавливая цены, принимают во внимание свои ожидания по поводу установления цен другими фирмами.
Чтобы увидеть, как в результате несовершенства координации может возникнуть рецессия, рассмотрим следующий пример:
Экономика состоит из двух фирм. После сокращения денежной массы, каждая фирма должна принимать решение о снижении цен. Каждая фирма стремится к максимизации прибыли, но ее прибыль зависит не только от ее ценовых решений, но также и от решений другой фирмы. Если ни одна из фирм не снизит цену, количество реальных денег (то есть денег, деленных на уровень цен) будет небольшим, последует рецессия, и каждая фирма сделает прибыль, предположим, только в сто долларов.
Если обе фирмы снизят цену, количество реальных денег будет большим, рецессии не последует и каждая фирма сделает прибыль в двести долларов. Хотя обе фирмы предпочитают избежать рецессии, ни одна не может этого сделать за счет только своих собственных действий. Если одна фирма снизит цену, а другая нет, все равно будет иметь место рецессия. Фирма, снижающая цену, получает только двадцать долларов, тогда как другая получает пятьдесят.
Существо данной иллюстрации состоит в том, что решение каждой фирмы воздействует на набор результатом, доступных для другой фирмы. Когда одна фирма снижает цену, это увеличивает число возможностей для другой фирмы, поскольку последняя теперь может избежать рецессии путем снижения своей цены. Это положительное влияние снижения цены одной фирмы на возможности получения прибыли у другой фирмы может иметь место из-за внешнего эффекта для совокупного спроса.
Чего можно ожидать в такой экономике? С одной стороны, если каждая фирма ожидает от другой снижения цены, то обе снизят цены, обеспечивая наиболее предпочтительный результат, в котором каждая получает прибыль в двести долларов. С другой стороны, если каждая фирма ожидает от другой сохранения цены на прежнем уровне, то ни та, ни другая не снизят цены, и будет иметь место худший результат, в котором каждая получает прибыль в сто долларов. Отсюда вытекает, что если эти различные результаты возможны, то существует множество равновесных состояний.
Вывод: худший результат, при котором каждая фирма получает сто долларов, представляет собой пример несовершенства координации. Если бы две фирмы смогли скоординироваться, они обе снизили бы цены и достигли бы предпочтительного результата. В реальном мире в отличие от этой иллюстрации координация зачастую затруднена по причине большого числа фирм, устанавливающих цены. Вывод состоит в том, что даже хотя жёсткие цены никому не приносят выгоды, они будут жёсткими просто потому, что люди ожидают именно этого.

## Теории «эффективной зарплаты»
Другой важной частью теории новых кейнсианцев было развитие новых теорий безработицы. С точки зрения классической экономической теории предполагается, что избыточное предложение труда оказывает понижательное давление на зарплату (то есть чем больше людей, желающих трудиться, тем вероятнее то, что фирмы будут снижать зарплату своим работникам, находя более дешёвую рабочую силу). В подобной модели снижение зарплат повышает спрос на труд (пример — на рынке всегда существуют люди, готовые трудиться за меньшее вознаграждение нежели другие; отсюда и происходит бум спроса на труд) и, соответственно, снижает безработицу. Поэтому классическая экономическая теория не считает безработицу серьезной проблемой. Но практика показывает необоснованность такой позиции. По этой причине представители новокейнсианской школы часто обращаются к теориям «эффективной зарплаты».
В этих теориях утверждается, что высокая зарплата вызывает рост производительности труда.
Существуют различные теории о том, как зарплата влияет на производительность рабочего:
1. Одна из них утверждает, что высокая зарплата снижает текучесть кадров. Работники покидают рабочие места по многим причинам: получить более выгодное место в другой фирме, изменить направление карьеры или переехать в другой город. Чем больше фирма платит работникам, тем больше у них стимул оставаться в фирме. Платя высокую зарплату, фирма уменьшает частоту увольнений, экономя таки образом время, затрачиваемое на наём и обучение новых работников.
2. Вторая теория утверждает, что среднее качество рабочей силы фирмы зависит от зарплаты, выплачиваемой ее работникам. Если фирма снижает зарплату, лучшие работники смогут найти другое место, оставив фирму с менее производительной рабочей силой, имеющей меньшую альтернативную стоимость. Платя зарплату, превышающую равновесный уровень, фирма может избежать неблагоприятного отбора, улучшить среднее качество своей рабочей силы и, тем самым, увеличить производительность.
3. Третья теория утверждает, что высокая зарплата увеличивает усердие работников. Эта теория основана на предположении, что фирмы не могут полностью отслеживать усилия работников и что работники должны сами решать, насколько интенсивно им следует трудиться. Работник может решить трудиться в полную силу или же увиливать от работы и рисковать быть пойманным и уволенным. Фирма может увеличить усердие работников, платя более высокую зарплату. Чем больше зарплата, тем больше издержки работника, которые он несет из-за увольнения. Платя более высокую зарплату, фирма способствует тому, что большее количество работников будут усердно трудиться и, таким образом, увеличивает производительность.

Следствие: влияние зарплаты на эффективность работника может объяснить банкротство фирм, снижающих зарплату в ответ на избыточное предложение труда. Хотя снижение зарплаты уменьшило бы общие затраты фирмы, если теория верна, это также привело бы к уменьшению производительности работников и прибылей фирмы.

## Выводы
В противоположность неоклассическим теориям, новое кейнсианство предполагает, что рецессии выявляют неэффективность функционирования рынков. Элементы новокейнсианской теории, такие как издержки меню, асинхронность в установлении цен, несовершенство координации и эффективная зарплата, представляют собой значительное отклонение от допущений классической школы, представляющей обоснование принципа невмешательства государства в экономику, или laissez-faire. В теориях нового кейнсианства рецессии вызываются каким-либо провалом рынка, влияющим на всю экономику. Таким образом, новокейнсианская теория даёт рациональное обоснование для государственного вмешательства в экономику, такого как антициклическая денежно-кредитная или налогово-бюджетная политика.